# Stora Furuholm, Korpo
Stora Furuholm är en ö i Finland. Den ligger i Skärgårdshavet och i kommunen Pargas i den ekonomiska regionen  Åboland i landskapet Egentliga Finland, i den sydvästra delen av landet. Ön ligger omkring 43 kilometer sydväst om Åbo och omkring 180 kilometer väster om Helsingfors.
Öns area är 9 hektar och dess största längd är 410 meter i öst-västlig riktning.

## Klimat
Inlandsklimat råder i trakten. Årsmedeltemperaturen i trakten är 3 °C. Den varmaste månaden är juli, då medeltemperaturen är 17 °C, och den kallaste är januari, med −9 °C.